# 帕纳马
帕纳马是巴西戈亚斯州的一个市镇。总面积433.759平方公里，总人口2979人，人口密度6.9人/平方公里。